# Hedwig Pistorius
Hedwig Pistorius (* 30. August 1906 in Mitterbach am Erlaufsee in Niederösterreich; † 31. März 2004 in Wien) war eine österreichische Schauspielerin und Regisseurin.

## Leben
Pistorius war das jüngste dreier Kinder von Maria, geborene Kubesch, und Richard Pistorius, einem Ingenieur für Straßen- und Bahnbau. Sie absolvierte eine Ausbildung zur Kindergärtnerin und Volksschullehrerin und legte 1927 in der Bundeserziehungsanstalt in Wien die Reifeprüfung ab. Ein Studium der Kunstgeschichte an der Universität Wien brach sie zugunsten der Schauspielerei ab und absolvierte 1932 das Max-Reinhardt-Seminar in den Fächern Schauspiel, Dramaturgie und Regie. In Aufführungen des Seminars stand Pistorius auch erstmals auf der Bühne. 
Ihr erstes Engagement hatte sie am Staatstheater Stuttgart. Es folgten kleinere Rollen bei den Salzburger Festspielen, Gastauftritte am Theater in der Josefstadt sowie ein Engagement am Landestheater Meiningen für die Saison 1934/35. Im Jahr 1934 war Pistorius der Genossenschaft Deutscher Bühnenangehöriger beigetreten, die bald danach in der Reichstheaterkammer aufging. 
Nach einem beruflichen Zwischenspiel als Pädagogin im Reichsarbeitsdienst für die weibliche Jugend wurde Pistorius 1940 ins Ensemble des Wiener Burgtheaters aufgenommen. Unter dem nationalsozialistischen Direktor Lothar Müthel feierte sie bis 1945 große Erfolge im Rollenfach der jungen Heldin. Zu ihren Paraderollen zählten insbesondere Goethes Iphigenie, Grillparzers Libussa und die Antigone des Sophokles. Durch ihre Interpretation letzteren Stückes inspirierte sie Carl Orff zur Vertonung desselben. 
Nach dem Zweiten Weltkrieg verlor sie aufgrund ihrer Beziehung zu den Nationalsozialisten ihren Posten am Burgtheater. Sie betätigte sich vorerst als Regisseurin (z. B. inszenierte sie 1949 Gerhart Hauptmanns "Hanneles Himmelfahrt" am Theater für Vorarlberg, Bregenz) und war von 1951 bis 1955 Regieassistentin am Burgtheater. Danach wechselte sie wieder zum Schauspiel. Sie blieb bis 1974 Ensemblemitglied des Burgtheaters, wo sie jedoch keine großen Rollen mehr erhielt. Pistorius wurde am Grinzinger Friedhof (Gruppe 18, Nummer 177A) bestattet.

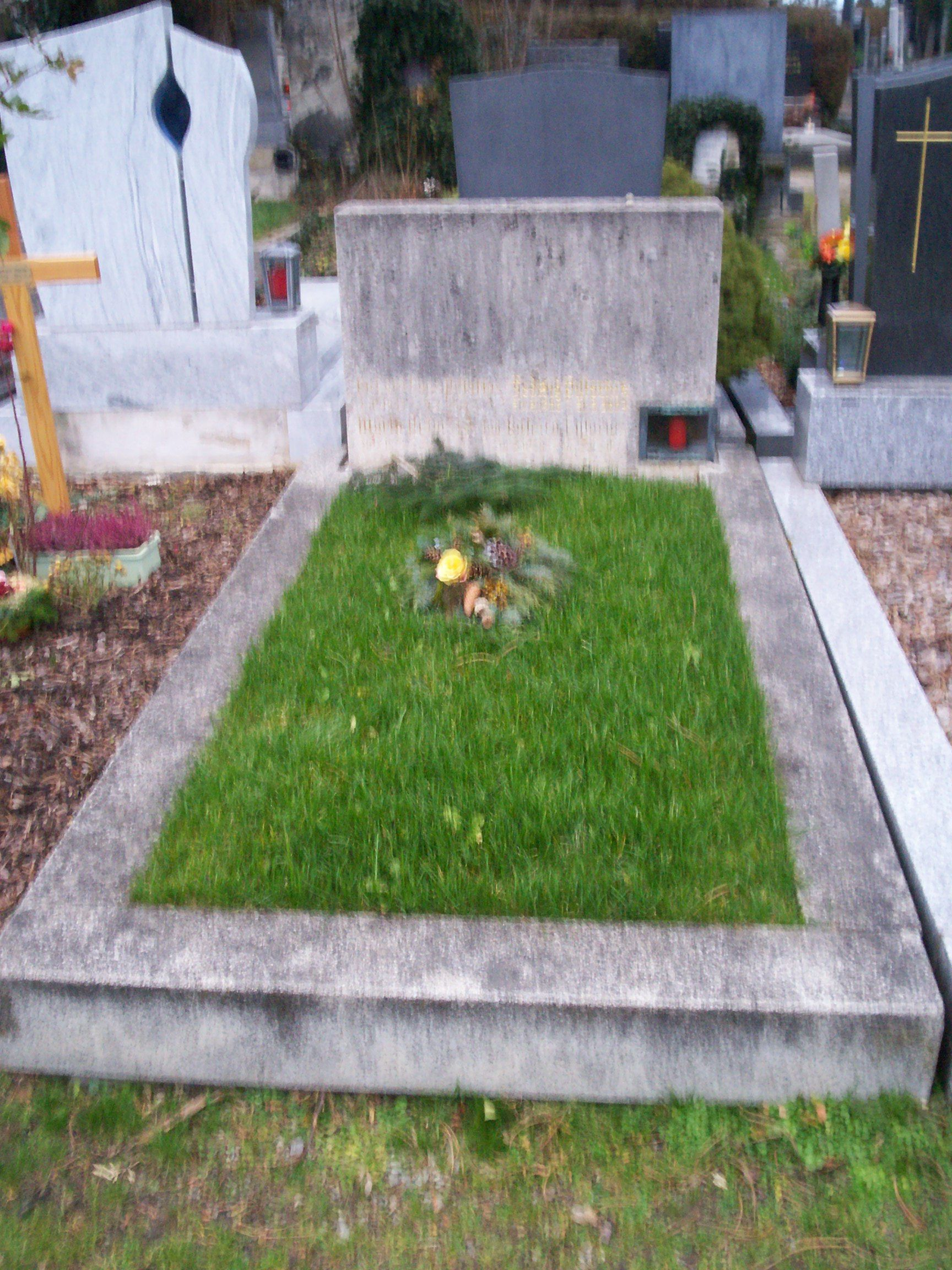
Grabstätte von Hedwig Pistorius